# Lemaireara
× Lemaireara, (abreviado Lemra) en el comercio, es un híbrido intergenérico entre los géneros de orquídeas Broughtonia × Cattleyopsis × Epidendrum. Fue publicado en Orchid Rev. 87(1032, cppo): 8 (1979).